# Антоний Оптинский
Антоний Оптинский (в миру Александр Иванович Путилов; 9 [21] марта 1795, Романов, Ярославская губерния — 7 [19] августа 1865, Оптина пустынь) — оптинский старец, игумен Малоярославецкого Николаевского монастыря (1839—1853).
Канонизирован Русской православной церковью в лике преподобных. Память 7 августа, в Соборе Оптинских старцев и в Соборе Ростово-Ярославских святых.

## Биография
Родился 9 марта 1795 года в городе Романове в большой купеческой семье.
После домашнего воспитания и образования Путилов в 1809 году поступил на должность комиссионера к одному откупщику в Москве и в 1812 году 10 дней пробыл в плену у французов. Бегство из плена привело его в Ростов, где он занял такое же место, как и в Москве.
Только в 1816 году удалось Александру Путилову исполнить заветное желание — оставить мир и начать иноческую жизнь. 15 января 1816 года он оделся в послушническое платье и поселился в Рославльских лесах Смоленской губернии, там он 2 февраля 1820 года принял монашество с именем Антоний и прожил пять лет.
В июне 1821 года переселился в скит Оптиной пустыни, в устройстве которого принимал деятельное участие.
24 августа 1823 года Антоний рукоположён в иеродиакона, в 1825 году определён начальником скита и в 1827 году посвящён в иеромонахи. Четырнадцатилетнее начальствование его было для Оптинского скита временем устроения и прочного основания, как во внешнем, так и в духовном отношении, и началом его процветания. 18 лет трудился он в скиту, подавая всем пример своим трудолюбием и неутомимостью.
3 декабря 1839 года Антоний был назначен игуменом Малоярославецкого Черноостровского Николаевского монастыря. Здесь на его долю выпало водворение и утверждение внутреннего устройства обители по духу веры и благочестия, по правилам опытных подвижников и по образцу лучших обителей русских. Советами, наставлениями и силою своей молитвы Антоний привлекал к себе весьма многих.
Болезни заставляли Антония неоднократно просить об увольнении от должности, но только в 1853 году он получил желаемое. 9 февраля 1853 года он передал управление своему преемнику и удалился на покой в Оптину пустынь.
9 марта 1865 года он принял схиму и прекратил приём мирских лиц. Скончался 7 августа того же года и был погребён в Казанском соборе Оптиной пустыни.
В 1996 году Антоний Оптинский был прославлен как местночтимый святой в Соборе Оптинских старцев. На Архиерейском соборе в 2000 году канонизирован для общецерковного почитания.

## Семья
Братья преподобного Антония Оптинского Иона и Тимофей также были известными священнослужителями.